# Obertura sobre temes populars russos i kirguisos
L'Obertura sobre temes populars russos i kirguisos, op. 115, va ser composta de Dmitri Xostakóvitx el 1963. Konstantín Ivanov en va dirigir l'estrena a Moscou el 10 d'octubre de 1965. Té una durada d'uns 10 minuts.
Xostakóvitx va compondre aquesta Obertura per commemorar els cent anys de la suposada adhesió voluntària (és a dir, conquesta i annexió) del Kirguizstan entre les setze repúbliques constituents de l'URSS. L’obra juga amb contrastos: d’una banda, una melodia nua i impregnada de malenconia; de l’altra, l’energia desbordant i el dinamisme d’una dansa frenètica i vibrant. El Kirguizstan limita amb l’Índia i l’l'Afganistan, i la seva música tradicional en conserva rastres d’aquest encreuament cultural, tot i conservar una identitat sonora ben definida. És una obra escrita per a una commemoració oficial, que exigia una música accessible i de fàcil comprensió més que no pas una reflexió musical profunda. Tot i això, Xostakóvitx hi va saber deixar empremta, integrant-hi amb subtilesa el seu estil propi dins del to folklòric i celebratiu de la peça.